# Yasuo Ikenaka
Yasuo Ikenaka (né le 25 mars 1914 à Nakatsu et mort le 14 mars 1992 dans la même ville) est un athlète japonais, spécialiste des courses de fond. 

## Biographie
Le 3 avril 1935 à Tokyo, il devient le premier athlète à descendre sous les 2 h 30 en améliorant de plus de quatre minutes la précédente meilleure marque mondiale en 2 h 26 min 44 s.